# Jens Jønsson
Jens Jønsson (Aarhus, Dinamarca, 10 de enero de 1993) es un futbolista danés. Juega de centrocampista y su equipo es el AEK Atenas F. C. de Superliga de Grecia.

## Trayectoria
Comenzó su carrera como futbolista profesional en el Aarhus GF en 2011, equipo en el que, a lo largo de cinco temporadas, disputó 107 partidos, en los que marcó dos goles.
En 2016 fichó por el Konyaspor turco, con el que logró la Copa de Turquía y la Supercopa de Turquía, ambas en 2017.

### Cádiz y Atenas
En 2020 abandonó el Konyaspor para fichar por el Cádiz C. F. de la Primera División de España. Tras dos años en el club, el 6 de julio de 2022 firmó con el AEK Atenas F. C. hasta 2026.

## Selección nacional
Fue internacional sub-16, sub-17, sub-19, sub-20 y sub-21 con la selección de fútbol de Dinamarca. El 11 de noviembre de 2020 debutó con la absoluta en un amistoso ante Suecia que finalizó con victoria por 2-0.

## Estadísticas
Actualizado al último partido disputado el 4 de mayo de 2025.
| Club                      | Div.          | Temporada     | Liga  | Liga  | Copas nacionales | Copas nacionales | Copas internacionales | Copas internacionales | Total | Total |
| Club                      | Div.          | Temporada     | Part. | Goles | Part.            | Goles            | Part.                 | Goles                 | Part. | Goles |
| ------------------------- | ------------- | ------------- | ----- | ----- | ---------------- | ---------------- | --------------------- | --------------------- | ----- | ----- |
| Aarhus GF Dinamarca       | 1.ª           | 2011-12       | 5     | 0     | 1                | 0                | —                     | —                     | 6     | 0     |
| Aarhus GF Dinamarca       | 1.ª           | 2012-13       | 15    | 1     | 1                | 0                | 0                     | 0                     | 16    | 1     |
| Aarhus GF Dinamarca       | 1.ª           | 2013-14       | 21    | 1     | 3                | 0                | —                     | —                     | 24    | 1     |
| Aarhus GF Dinamarca       | 2.ª           | 2014-15       | 31    | 0     | 3                | 0                | —                     | —                     | 34    | 0     |
| Aarhus GF Dinamarca       | 1.ª           | 2015-16       | 31    | 0     | 5                | 0                | —                     | —                     | 36    | 0     |
| Aarhus GF Dinamarca       | 1.ª           | 2016-17       | 4     | 0     | —                | —                | —                     | —                     | 4     | 0     |
| Aarhus GF Dinamarca       | Total club    | Total club    | 107   | 2     | 13               | 0                | 0                     | 0                     | 120   | 2     |
| Konyaspor Turquía         | 1.ª           | 2016-17       | 24    | 1     | 7                | 0                | 4                     | 0                     | 35    | 1     |
| Konyaspor Turquía         | 1.ª           | 2017-18       | 21    | 0     | 5                | 0                | 4                     | 0                     | 30    | 0     |
| Konyaspor Turquía         | 1.ª           | 2018-19       | 22    | 4     | 0                | 0                | —                     | —                     | 22    | 4     |
| Konyaspor Turquía         | 1.ª           | 2019-20       | 32    | 1     | 0                | 0                | —                     | —                     | 32    | 1     |
| Konyaspor Turquía         | Total club    | Total club    | 99    | 6     | 12               | 0                | 8                     | 0                     | 119   | 6     |
| Cádiz C. F. · España      | 1.ª           | 2020-21       | 35    | 0     | 2                | 0                | —                     | —                     | 37    | 0     |
| Cádiz C. F. · España      | 1.ª           | 2021-22       | 22    | 0     | 2                | 0                | —                     | —                     | 24    | 0     |
| Cádiz C. F. · España      | Total club    | Total club    | 57    | 0     | 4                | 0                | 0                     | 0                     | 61    | 0     |
| AEK Atenas F. C. · Grecia | 1.ª           | 2022-23       | 34    | 0     | 5                | 0                | —                     | —                     | 39    | 0     |
| AEK Atenas F. C. · Grecia | 1.ª           | 2023-24       | 31    | 2     | 2                | 0                | 8                     | 0                     | 41    | 2     |
| AEK Atenas F. C. · Grecia | 1.ª           | 2024-25       | 19    | 1     | 4                | 0                | 2                     | 0                     | 25    | 1     |
| AEK Atenas F. C. · Grecia | Total club    | Total club    | 84    | 3     | 11               | 0                | 10                    | 0                     | 105   | 3     |
| Total carrera             | Total carrera | Total carrera | 347   | 11    | 40               | 0                | 18                    | 0                     | 405   | 11    |
| 1. 2.                     |               |               |       |       |                  |                  |                       |                       |       |       |

## Palmarés

### Títulos nacionales
| Título               | Club             | País    | Año  |
| -------------------- | ---------------- | ------- | ---- |
| Copa de Turquía      | Konyaspor        | Turquía | 2017 |
| Supercopa de Turquía | Konyaspor        | Turquía | 2017 |
| Superliga de Grecia  | AEK Atenas F. C. | Grecia  | 2023 |
| Copa de Grecia       | AEK Atenas F. C. | Grecia  | 2023 |